# FC Triesenberg
FC Triesenberg to amatorski klub piłkarski z Liechtensteinu, założony w 1972 roku. Klub w 2014 roku grał w finale Pucharu Liechtensteinu. Podobnie jak pozostałe kluby z Liechtensteinu, mecze na co dzień rozgrywa w sąsiedniej Szwajcarii obecnie w 3. lidze (VI poziom rozgrywkowy w Szwajcarii).

## Historia
Zespół został założony w 1973 roku. Podobnie jak inne kluby z tego małego państwa przystąpił do gry w lidze szwajcarskiej, a konkretnie w 4. Lidze (wówczas VI poziom rozgrywkowy, dziś VII). Pierwszy awans wywalczyli w sezonie 1986/1987 do 3. Ligi (wówczas V poziom). W tych rozgrywkach uczestniczyli do roku 1998, kiedy zostali zdegradowani. Ponownie do 3. Ligi awansowali w 2001 roku i grają w niej do dziś.